# تابع فعال‌سازی Swish

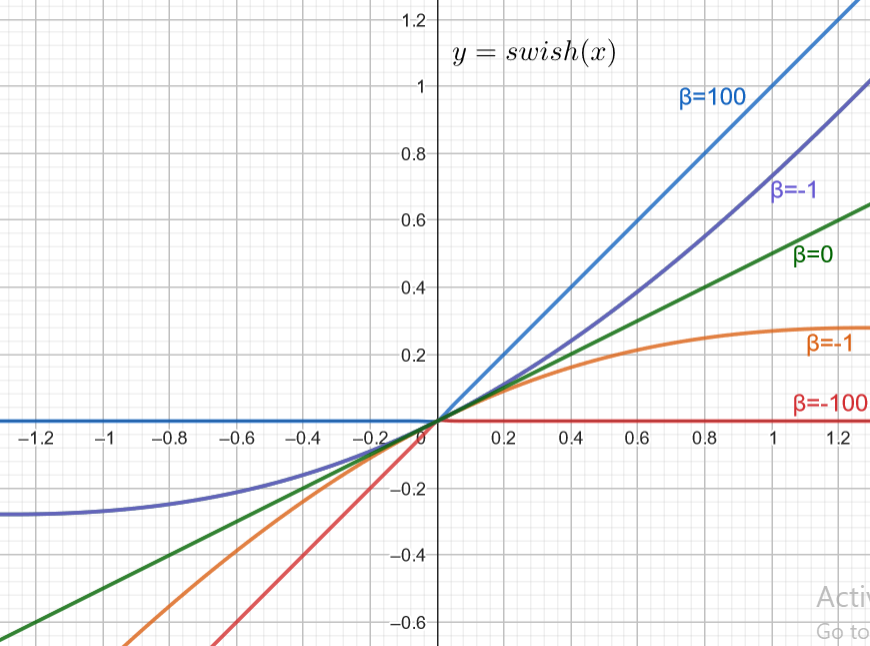
تابع swish برای مقادیر مختلف بتا

تابع Swish به شکل زیر تعریف می‌شود:

 {\displaystyle \operatorname {swish} (x)=x\operatorname {sigmoid} (\beta x)={\frac {x}{1+e^{-\beta x}}}.}
که {\displaystyle \beta } می‌تواند ثابت، یا پارامتر قابل یادگیری باشد. اگر {\displaystyle \beta =1} باشد، تابع swish تبدیل به تابع سیگموئید خطی یا SiLU می‌شود.
- در حالت {\displaystyle \beta \to +\infty } تابع به ReLU یا {\displaystyle max(x,0)} تبدیل می‌شود.
- در حالت {\displaystyle \beta \to 0} تابع حاصل خطی و برابر با {\displaystyle {\frac {x}{2}}}
- در حالت {\displaystyle \beta \to -\infty } تابع به {\displaystyle min(x,0)} تبدیل می‌شود.

## مشتق

### نسبت بهx{\displaystyle x}
مشتق تابع swish نسبت به {\displaystyle x} بدین شکل قابل محاسبه است:
{\displaystyle {\begin{aligned}f^{'}(x)&=\sigma (\beta x)+\beta x\cdot \sigma (\beta x)(1-\sigma (\beta x))\\&=\sigma (\beta x)+\beta x\cdot \sigma (\beta x)-\beta x\cdot \sigma (\beta x)^{2}\\&=\beta x\cdot \sigma (\beta x)+\sigma (\beta x)(1-\beta x\cdot \sigma (\beta x))\\&=\beta f(x)+\sigma (\beta x)(1-\beta f(x))\end{aligned}}}

### نسبت بهβ{\displaystyle \beta }
مشتق تابع swish نسبت به {\displaystyle \beta } بدین شکل قابل محاسبه است:
{\displaystyle {\begin{aligned}{\frac {\partial f(x)}{\partial \beta }}=x^{2}\sigma (\beta x)(1-\sigma (\beta x))\end{aligned}}}

## کاربردها
در سال 2017 دانشمندان در Google توانستند با جایگزینی تابع swish به جای ReLU و Sigmoid، نتایج بهتری برای دیتاست ایمیج‌نت بدست آورند. همچنین عملکرد این تابع در سایر مدل‌ها و دیتاست‌های مشهور برابر یا بهتر از دیگر توابع فعال‌سازی رایح بوده است. البته باید توجه داشت که تابع swish نسبت به ReLU از لحاظ محاسبات چه در محاسبه تابع و چه در محاسبه مشتق بسیار پیچیده‌تر است.